# Wahlen in St. Vincent und den Grenadinen 1979
Die Wahlen in St. Vincent und den Grenadinen (1979 Vincentian general election) wurden am 5. Dezember 1979 durchgeführt. Es waren die ersten Wahlen in St. Vincent und den Grenadinen seit der Unabhängigkeit, welche das Land im selben Jahr erlangt hatte. Trotz eines deutlichen Rückgangs der Stimmen konnte die Saint Vincent Labour Party (SVLP) ihre absolute Mehrheit mit elf der dreizehn direkt gewählten Sitze im House of Assembly ausbauen. Robert Milton Cato wurde erneut als Regierungschef ernannt und sein bisheriger Titel „Premier“ wurde mit der Unabhängigkeit in „Premierminister“ abgewandelt. Die Wahlbeteiligung lag bei 63,9 %.

## Hintergrund
Das Land hatte am 27. Oktober des Jahres die Unabhängigkeit erlangt, auf den Tag genau zehn Jahre nach der Erlangung des Status als autonomer assoziierter Staat des Vereinigten Königreichs. Die Strukture des Parlaments und dessen Wahlverfahren blieben unverändert. Zwei neue Parteien, das United People’s Movement (UMP) und die New Democratic Party (NDP) traten an, wobei letztere die People’s Political Party (PPP) als zweite Kraft im Zweiparteiensystem ablösen konnte.

## Wahlsystem
St. Vincent und die Grenadinen ist ein Teil des Commonwealth Realm und ein selbstständiger Staat in den Antillen (Karibik). Elisabeth II. war damals die Staatschefin. Sie wurde durch einen Generalgouverneur vertreten, welcher durch die Regierung gewählt wird. Die Staatsform ist eine parlamentarische Monarchie und eine multi-parteiische Demokratie.
Das Parlament im Einkammersystem, das House of Assembly, besteht aus 19 bis 21 gewählten Mitgliedern, welche jeweils auf fünf Jahre gewählt werden, davon 13 Repräsentanten nach der Mehrheitswahl in den Wahlkreisen. Sechs weitere Mitglieder, Senatoren, werden von dem Generalgouverneur ernannt, von denen vier von der regierenden Mehrheit und die anderen zwei von der Opposition vorgeschlagen werden. Ebenso sind der Präsident der Versammlung und der Generalstaatsanwalt von Rechts wegen Mitglieder, wenn sie nicht bereits aus den Reihen der Versammlung stammen. Der Premierminister und seine Minister kommen aus dem House of Assembly, das die Exekutive kontrolliert.
Die Abstimmung ist nicht obligatorisch.

## Wahlkampf
50 Kandidaten aus vier Parteien bewarben sich um die 13 Sitze. Die SVLP, angeführt von Milton Cato, Premierminister seit 1974; die People’s Political Party (PPP), der traditionelle Rivale der SVLP, angeführt von Ebenezer Joshua; die New Democratic Party, angeführt von James Fitz-Allen Mitchell; und das United People’s Movement von Ralph Gonsalves, die zum ersten Mal an Wahlen teilnahm. Alle vier Gruppen präsentierten ein ähnliches Manifest, aber ideologisch war die United People’s Movement ähnlich links orientiert wie die politischen Gruppen, die kürzlich in Grenada und St. Lucia an die Macht gekommen waren. Die SVLP (die als gemäßigte sozialistische Partei gilt), die zentristische Neue Demokratische Partei und die Politische Volkspartei waren rechts orientiert.

## Ergebnisse
|                                   |                                   |         |       |         |       |     |
| Partei                            | Partei                            | Stimmen | %     | +/-     | Sitze | +/- |
|                                   | Saint Vincent Labour Party (SVLP) | 17.876  | 54,24 | ▼ 14,80 | 11    | ▲ 1 |
|                                   | New Democratic Party (NDP)        | 9.022   | 27,38 | Neu     | 2     | Neu |
|                                   | United People’s Movement (UPM)    | 4.467   | 13,55 | neu     | 0     | neu |
|                                   | People’s Political Party (PPP)    | 1.492   | 4,53  | ▼ 8,89  | 0     | ▼ 2 |
|                                   | Unabhängige (Ind)                 | 98      | 0,30  | ▲ 0,30  | 0     |     |
|                                   |                                   |         |       |         |       |     |
| Gültige Stimmen                   | Gültige Stimmen                   | 32.955  | 99,03 |         |       |     |
| Ungültige Stimmen                 | Ungültige Stimmen                 | 321     | 0,97  |         |       |     |
| Gesamt                            | Gesamt                            | 33.276  | 100   | -       | 13    |     |
| Nichtwähler                       | Nichtwähler                       | 18.797  | 36,10 |         |       |     |
| Wahlberechtigte / Wahlbeteiligung | Wahlberechtigte / Wahlbeteiligung | 52.073  | 63,90 |         |       |     |

| Absolute Mehrheit |     |
| ↓                 |     |
| 11                | 2   |
| SVLP              | NPD |

## Abgeordnete
| Wahlkreis              | Scheidender Abgeordneter  | Partei | Partei | Gewählter Abgeordneter  | Partei | Partei |
| ---------------------- | ------------------------- | ------ | ------ | ----------------------- | ------ | ------ |
| North Windward         | Ivy Inez Joshua           |        | PPP    | P.R. Ballantyne         |        | PTSV   |
| North Central Windward | Vincent Ian Beache        |        | SVLP   | Vincent Ian Beache      |        | SVLP   |
| South Central Windward | Ebenezer Joshua           |        | PPP    | Offord D. Morris        |        | SVLP   |
| South Windward         | Charles St Clair Dacon    |        | SVLP   | Charles St Clair Dacon  |        | SVLP   |
| Marriaqua              | Levi Calvert Latham       |        | SVLP   | K.A. Browne             |        | SVLP   |
| East St. George        | Robert Milton Cato        |        | SVLP   | Milton Cato             |        | SVLP   |
| West St. George        | Arthur Francis Williams   |        | SVLP   | Arthur Francis Williams |        | SVLP   |
| East Kingstown         | Randolph Bertie Russell   |        | SVLP   | Randolph Bertie Russell |        | SVLP   |
| West Kingstown         | Hudson Kemuel Tannis      |        | PPP    | Hudson Kemuel Tannis    |        | SVLP   |
| South Leeward          | Grafton Cephas Isaacs     |        | SVLP   | Grafton Cephas Isaacs   |        | SVLP   |
| Central Leeward        | Arthur Theophilus Woods   |        | SVLP   | Arthur Theophilus Woods |        | SVLP   |
| North Leeward          | John Gilbert Thompson     |        | SVLP   | Calder B. Williams      |        | NPD    |
| Grenadines             | James Fitz-Allen Mitchell |        | JUNTA  | Cosmos E. Cozier        |        | NPD    |

### Wahlkreise
| Wahlkreis              | Stimmberechtigte | Partei  | Partei | Partei  | Partei | Partei  | Partei | Partei  | Partei | Partei      | Partei      | Stimmen | Stimmen  | Stimmen | Stimmen         |
| Wahlkreis              | Stimmberechtigte | SVLP    | SVLP   | NDP     | NDP    | UPM     | UPM    | PPP     | PPP    | Unabhängige | Unabhängige | Gültig  | Ungültig | Gesamt  | Wahlbeteiligung |
| Wahlkreis              | Stimmberechtigte | Stimmen | %      | Stimmen | %      | Stimmen | %      | Stimmen | %      | Stimmen     | %           | Gültig  | Ungültig | Gesamt  | Wahlbeteiligung |
| ---------------------- | ---------------- | ------- | ------ | ------- | ------ | ------- | ------ | ------- | ------ | ----------- | ----------- | ------- | -------- | ------- | --------------- |
| North Windward         | 2.943            | 718     | 35,5   | 566     | 28,0   | 268     | 13,3   | 362     | 17,9   | 98          | 4,9         | 2.012   | 8        | 2.020   | 68.6            |
| North Central Windward | 4.582            | 1.725   | 56,1   | 633     | 20,6   | 582     | 18,9   | 115     | 3,7    | –           | –           | 3.055   | 19       | 3.074   | 67,1            |
| South Central Windward | 3.569            | 1.006   | 44,1   | 658     | 28,8   | 383     | 16,8   | 226     | 9,9    | –           | –           | 2.273   | 10       | 2.283   | 64,0            |
| South Windward         | 3.475            | 1.391   | 59,5   | 611     | 26,1   | 305     | 13,0   | –       | –      | –           | –           | 2.307   | 32       | 2.339   | 67,3            |
| Marriaqua              | 3.527            | 1.807   | 82,1   | 229     | 10,4   | 135     | 6,1    | 12      | 0,5    | –           | –           | 2.183   | 18       | 2.201   | 62,4            |
| East St. George        | 4.350            | 1.962   | 74,0   | 416     | 15,7   | 237     | 8,9    | 15      | 0,6    | –           | –           | 2.630   | 22       | 2.652   | 61,0            |
| West St. George        | 4.815            | 1.608   | 55,7   | 322     | 11,2   | 419     | 14,5   | 510     | 17,7   | –           | –           | 2.859   | 26       | 2.885   | 59,9            |
| East Kingstown         | 4.425            | 1.369   | 56,3   | 478     | 19,7   | 468     | 19,3   | 81      | 3,3    | –           | –           | 2.396   | 34       | 2.430   | 54,9            |
| West Kingstown         | 4.404            | 1.586   | 63,4   | 514     | 20,5   | 379     | 15,1   | –       | –      | –           | –           | 2.479   | 24       | 2.503   | 56,8            |
| South Leeward          | 4.740            | 1.678   | 51,6   | 989     | 30,4   | 491     | 15,1   | 28      | 0,9    | –           | –           | 3.186   | 63       | 3.249   | 68,5            |
| Central Leeward        | 3.160            | 1.360   | 60,6   | 291     | 13,0   | 553     | 24,7   | 22      | 1,0    | –           | –           | 2.226   | 17       | 2.243   | 71,0            |
| North Leeward          | 4.253            | 1.384   | 44,5   | 1.448   | 46,6   | 247     | 7,9    | 15      | 0,5    | –           | –           | 3.094   | 16       | 3.110   | 73,1            |
| Grenadines             | 3.830            | 282     | 12,3   | 1.867   | 81,6   | –       | –      | 106     | 4,6    | –           | –           | 2.255   | 32       | 2.287   | 59,7            |
| Gesamt                 | 52.073           | 17.876  | 54,2   | 9.022   | 27,4   | 4.467   | 13,6   | 1.492   | 4,5    | 98          | 0,3         | 32.955  | 321      | 33.276  | 63,9            |